# Den Danske Blæserkvintet
Den Danske Blæserkvintet blev stiftet i 1968 og bestod af de samme fem musikere indtil 2017, hvor Peter Bastian døde.

## Medlemmer
- Verner Nicolet: fløjte
- Bjørn Carl Nielsen: obo
- Søren Birkelund: klarinet
- Bjørn Fosdal: horn
- Peter Bastian: fagot (1968-2017)

## Ekstern henvisning
- Peter Bastian – Den danske Blæserkvintet Arkiveret 15. juni 2008 hos  Wayback Machine
- Den Danske Blæserkvintet på Discogs

| Musikgruppe | Spire Denne artikel om en dansk musikgruppe er en spire som bør udbygges. Du er velkommen til at hjælpe Wikipedia ved at udvide den. |